# Храм Сергия Радонежского (Сопоть)
Церковь Сергия Радонежского — недействующий православный храм в урочище Сопоть Западнодвинского муниципального округа Тверской области. В настоящее время находится в руинированном состоянии.

## История
Первый Сергеевский храм в селе Сопоть упоминается в 1698 году, он был деревянный. В 1738 году планировалось строительство новой деревянной церкви, но оно так и не началось. В 1754 году предполагалось строительство каменного храма, завершённое в 1761 году.
В 1766—1772 годах построили придел во имя Георгия Победоносца.
Храм был обнесён каменной оградой. В 1892 году были расписаны стены храма. В 1898 году церковь была покрыта железом.
В 1915 году церковь отмечали как «требующую ремонта».
Советскими властями были разрушены пятигранная апсида, трапезная и колокольня, уничтожен восьмигранный барабан с шарообразной главой; не сохранилось внутреннее убранство, в том числе семиярусный резной иконостас.

## Архитектура
В настоящее время находится в руинированном состоянии.
Храм типа восьмерик на четверике. При помощи ступенчатых тромпов осуществляется переход от четверика к восьмерику, перекрытому восьмилотковым сомкнутым сводом. Храм сообщался тремя проёмами с апсидой (сейчас на их месте пролом на всю ширину стены) и тремя с трапезной. До XXI века от настенной живописи 1892 года сохранились только незначительные фрагменты. В окнах остались кованые волнисто-ромбические решётки.
Памятник архитектуры федерального значения.